# Jagtlust (Bilthoven)
Jagtlust is een landgoed aan de Soestdijkseweg Zuid 173 in Bilthoven. De buitenplaats is het huidige gemeentehuis van De Bilt. 

## Kloosterboerderij
Van oorsprong hoorde het terrein van Jagtlust tot het grondgebied van het Klooster Oostbroek. De kloosterboerderij werd in 1573 Uithof te Nijveen genoemd. In 1642 werd de uithof door de Staten van Utrecht verkocht aan Johan van der Nijpoort, oud-burgemeester van Utrecht. Bij de boerderij hoorden toen 76 ha landerijen. Naast de boerderij liet hij een woning bouwen, op de plek van het huidige Jagtlust. Het oudste deel van het buiten dateert uit 1650. In 1726 geven de nieuwe eigenaren Johan Ciprianus van Ewijck en Elisabeth Versijll het huis de naam Zijlwijk. In 1762 werd Cornelis van der Hoop eigenaar van het al bestaande buiten, sindsdien werd het Jagtlust genoemd. 

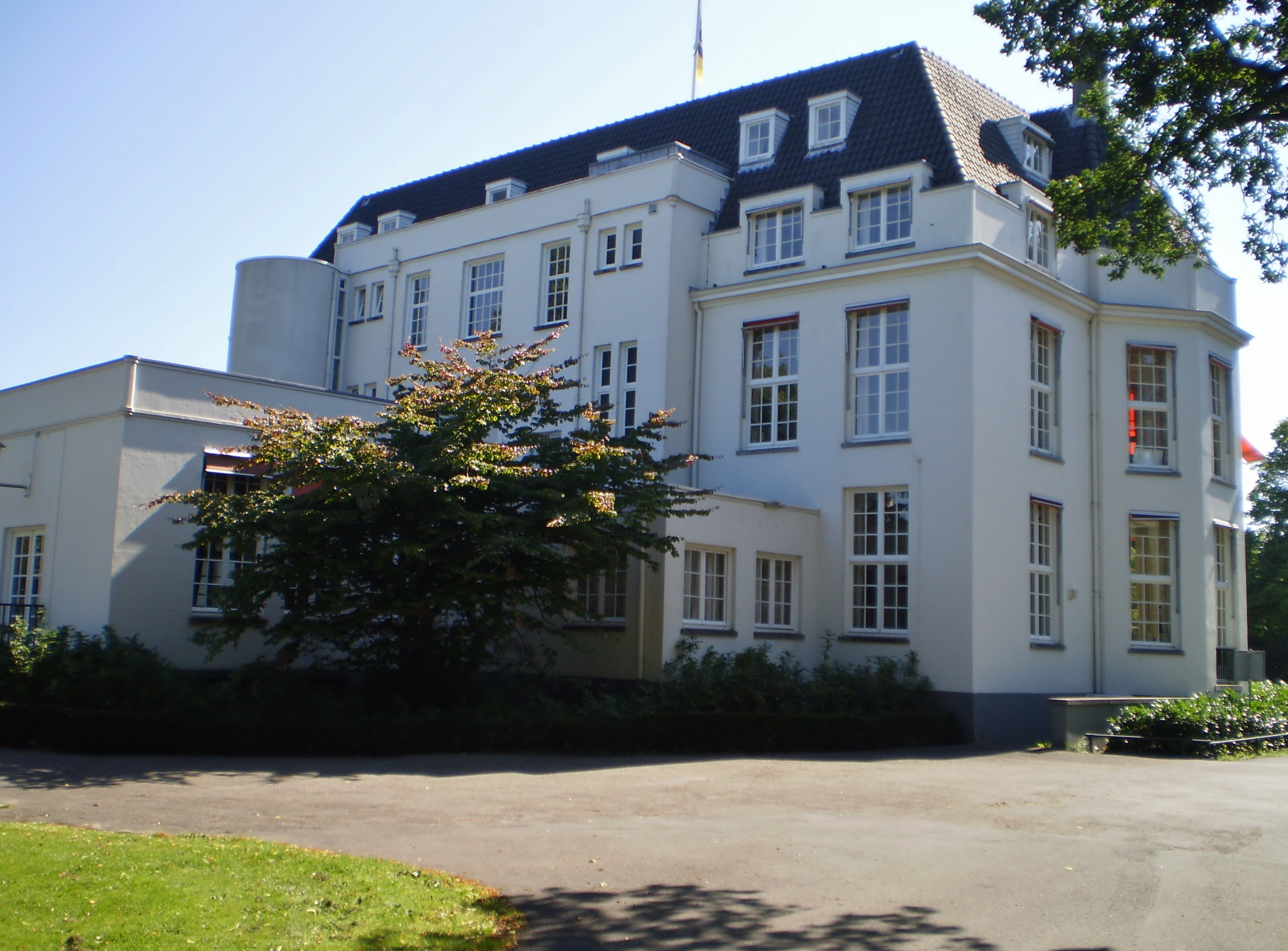
Achterzijde

## Uitbreiding
In 1828 werd het goed flink uitgebreid door zilversmid Willem Diemont, telg uit het geslacht Diemont: aan de zuidzijde werd een grote zaal aan het huis toegevoegd en aan de noordzijde een kegelbaan. Door aankoop werd de buitenplaats uitgebreid tot ongeveer 200 ha. De volgende eigenaar Hendrik van den Bosch liet aan de westzijde van Jagtlust nog een zaal aanbouwen. Bij de plannen voor de aanleg van de spoorlijn van Utrecht naar Amersfoort zou het spoor ook over een gedeelte van de grond van Jagtlust lopen. Van den Bosch stond hiervoor kosteloos de grond af voor het station, voorwaarde hierbij was wel dat de trein tweemaal per dag in beide richtingen een stop zou maken in de gemeente. In 1882 werden delen van het landgoed verkocht.

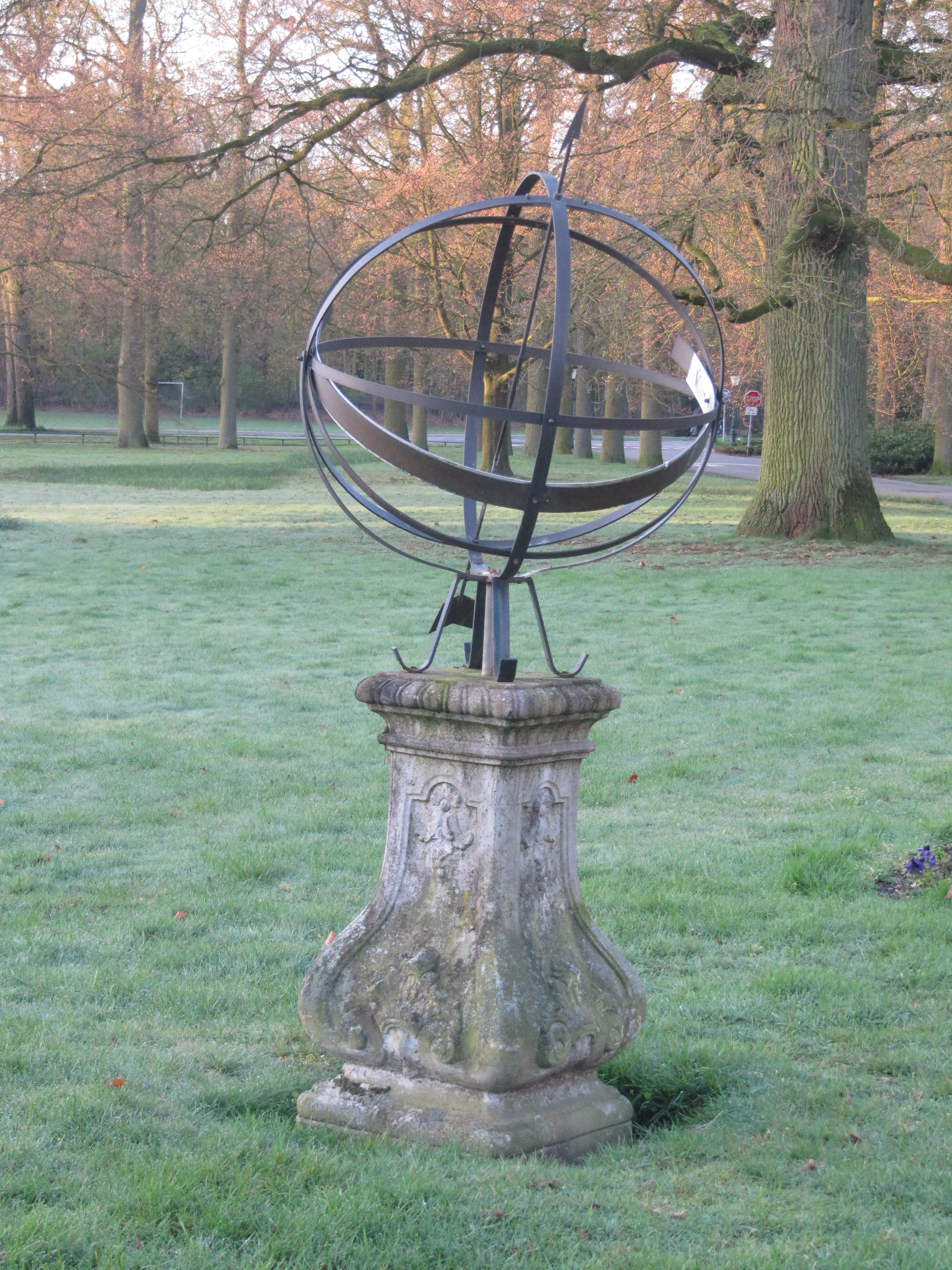
Zonnewijzer bij Jagtlust

## Verkleining
De huidige vorm kreeg Jagtlust in 1892 toen Jan Boissevain eigenaar werd. Hij laat de twee aangebouwde zalen en de kegelbaan afbreken, waarmee het huis weer het aanzien krijgt van voor 1829. In 1928 werd het landgoed aangekocht door de gemeente De Bilt. Na een grootscheepse verbouwing werd het hoofdhuis in 1932 als gemeentehuis in gebruik genomen. De conciërgewoning aan de rechter zijde en een uitbouw aan de achterzijde, de trouwzaal, werden aan het geheel toegevoegd.
Het landhuis staat in een landschappelijk aangelegd park en kijkt via een gazon uit op de weg en de daar tegenover liggende overtuin. 

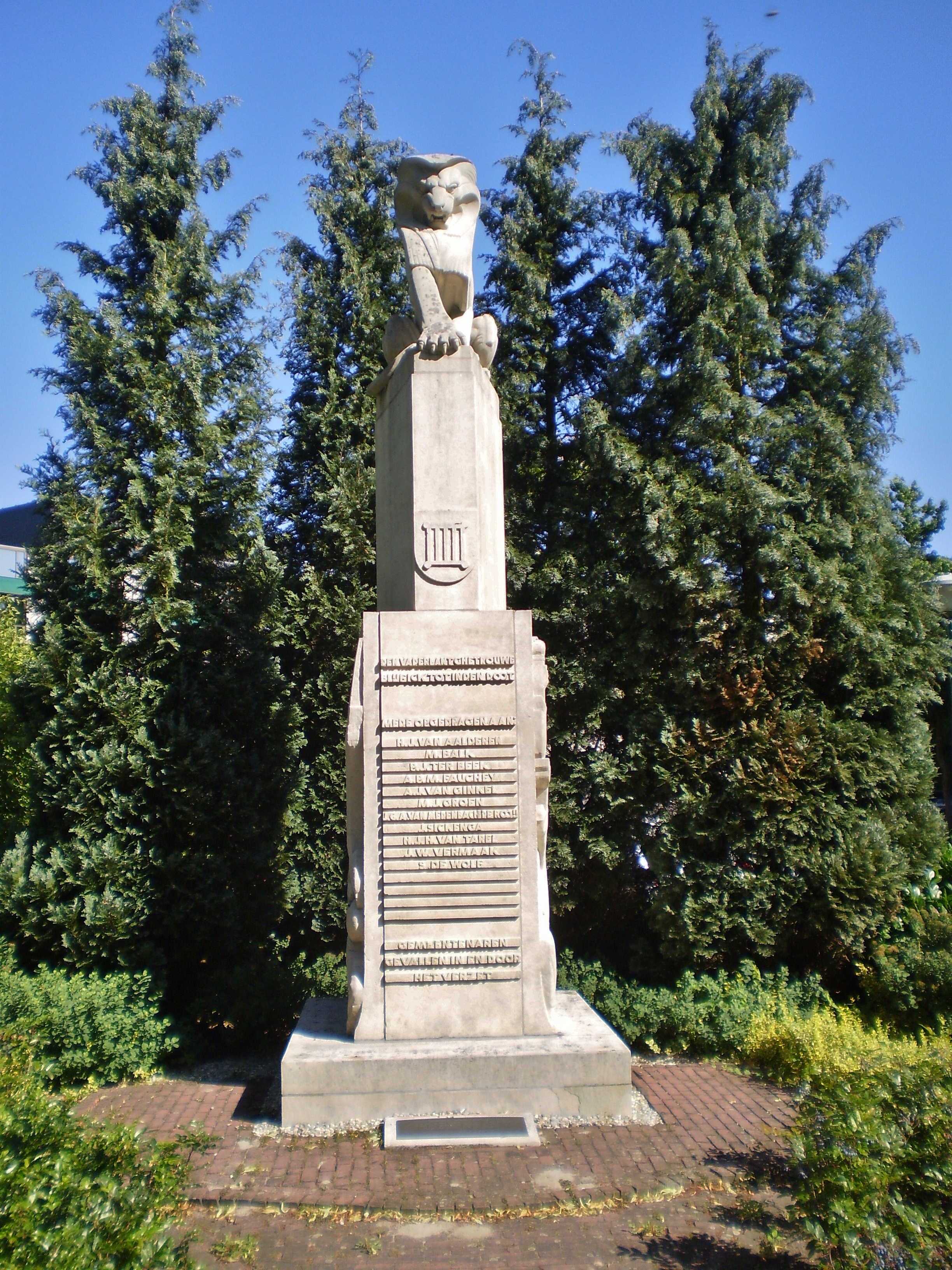
Oorlogsmonument

## Oorlogsmonument
Het oorlogsmonument aan de oprijlaandateert uit 1958. Het bestaat uit een zuil van Franse kalksteen, bekroond met een heldhaftige leeuwenfiguur. De beeldhouwer is Jaap Kaas (1898-1972).

## Bewoners
- 1573 Cornelis Jansz
- 1641/2 Johan van der Nijpoort - familie Van der Nijpoort
- 1713 - 1726 Arien Reijersz
- 1726 - 1762 Johan Ciprianus van Ewijck, getrouwd met Elisabeth Versijll
- 1762 - 1779 Cornelis van der Hoop
- 1779 - 1797 Glaudine Haasbroek, getrouwd met David Hoesch
- 1797 - 1827 Johan Wolters van de Poll
- 1827 - 1843 Willem Diemont
- 1843 - 1882 Jhr. Hendrik van den Bosch
- 1882 - 1892 Izaak Theodoor Bennink
- 1892 - 1906 Jan Boissevain
- 1906 - 1928 Willem Hendrik Verloop
- 1928 Gemeente De Bilt